# 松田平田設計
株式会社松田平田設計（まつだひらたせっけい）は、日本におけるパートナーシップにより運営される組織系建築設計事務所の草分け。1931年（昭和6年）赤坂の地に松田軍平が松田事務所を開設し、後にコーネル大学の後輩である平田重雄を迎え、1942年（昭和17年）に松田平田設計事務所と称した。本社は東京都港区元赤坂1丁目5番17号。
芙蓉グループに属する。

## 創立者

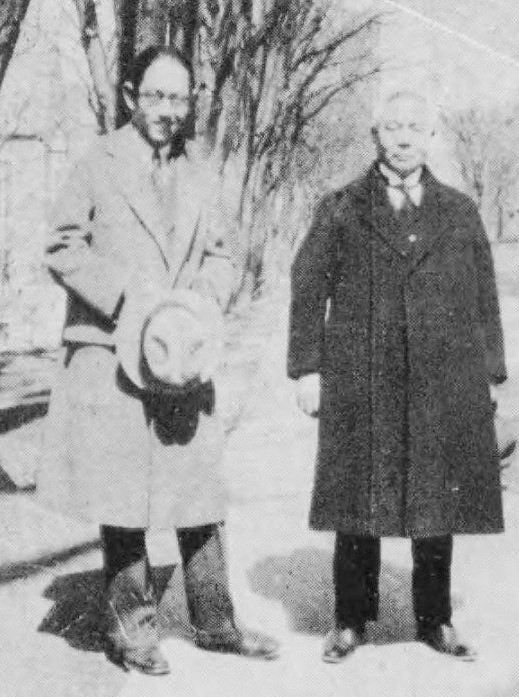
平田重雄(左)

創立者の松田軍平は、コーネル大学を卒業後、ニューヨークのトローブリッジ・アンド・リビングストン建築設計事務所にて、三井本館（現：三井住友信託銀行日本橋営業部・東京中央支店、三井住友銀行日本橋支店・人形町支店、三井記念美術館等が入る：平成10年重要文化財指定）の設計を担当、帰国し工事監理をした後、事務所を開設している。
平田重雄は、芝浦製作所（現・東芝）社長の平田篤次郎の長男で、1931年にコーネル大学建築学科を卒業後すぐに松田と松田事務所を立ち上げ、1942年に松田平田設計事務所と改称、1950年に同所代表となり、1987年に没した。

## 沿革
- 1928年　松田軍平、三井本館の工事監理にたずさわるべく帰国。
- 1931年　赤坂の地に松田事務所を開設。
- 1942年　平田重雄を迎え、松田平田設計事務所と称す。
- 1966年　坂本俊男を迎え、松田平田坂本設計事務所と称す。
- 1990年　株式会社松田平田に改称。
- 2001年　創業70年を機に、株式会社松田平田設計へと改称、今に至る。

## 主な作品
項目有
| - 秋田県立大学 - 秋田公立美術工芸短期大学 - 茨城県庁舎 - NHK放送技術研究所 | - エアロプラザ （関西国際空港） - グリーンドーム前橋 - 新宿ピカデリー - 高松シンボルタワー | - 東京競馬場スタンド - 中山競馬場スタンド - ニュー新橋ビル - 羽田空港第2ターミナルビル | - 阪神競馬場スタンド - 広島空港ターミナルビルディング - 横浜国際総合競技場 （日産スタジアム） - ヤマギワ東京本店 |

項目無
| - 有明フロンティアビル - 伊藤忠エネクスビル - 小瀬スポーツ公園スケート競技場 - CSK青山オフィス | - 品川セントラルガーデン - 品川Vタワー - 秀和綜合病院 - SKIPシティ | - セコム本社ビル - 埼玉県立武道館 - 日鉱記念館 - 日本財団ビル | - 半蔵門メディアセンター - ブリヂストン本社ビル - 松田平田設計本社ビル リノベーション - 三井生命本社ビル | - MUZA・川崎 - 横浜高島屋 - 横浜ベイシェラトン ホテル&タワーズ - ヤマギワ千葉店 | - ヤマギワ大阪店 - 玉川高島屋 |

## 主な受賞歴
- 東京国際空港（羽田）第2旅客ターミナルビル　2005年度 グッドデザイン賞 受賞
- 甲斐市玉幡公園「Kai・遊・パーク」　2007年度 グッドデザイン賞 受賞
- 松田平田設計本社ビル/リノベーション　2008年度 グッドデザイン賞 受賞
- 埼玉県立武道館　2008年度 グッドデザイン賞 受賞
- 神田外語大学7号館　2009年度 グッドデザイン賞 受賞
- 松田平田設計本社ビル/リノベーション　JIA環境建築賞 一般建築部門 最優秀賞 受賞
- 山梨県小瀬スポーツ公園アイスアリーナ　第44回BCS賞（2003年）
- 日本中央競馬会 東京競馬場 フジビュースタンド　第50回BCS賞 受賞（2009年）
- ふくおかフィナンシャルグループ本社ビルパブリックガーデン　第43回SDA賞 入選（2009年）
- 明治大学創立130周年記念和泉図書館　第56回BCS賞 受賞（2015年）